# Gangesdelfin
Gangesdelfin (Platanista gangetica) är en däggdjursart som först beskrevs av William Roxburgh 1801.  Platanista gangetica ingår i släktet gangesdelfiner och familjen Platanistidae. IUCN kategoriserar arten globalt som starkt hotad. Inga underarter finns listade i Catalogue of Life.

## Utseende
Arten kännetecknas av en långsträckt nos som utgör upp till 20 procent av hela djurets längd. Den har många tänder som delvis är synliga när munnen är stängd. I underkäken förekommer 26 till 35 tänder på varje sida som vanligen är längre än överkäkens tänder. Antalet tänder per sida i överkäken varierar mellan 26 och 39. Ryggfenan hos Platanista gangetica påminner mer om en puckel. Däremot är bröst- och stjärtfenorna stora i jämförelse till bålen. Denna val har en brun till grå grundfärg och allmänt är ryggen mörkare än undersidan. På buken förekommer ibland en rosa skugga.
Platanista gangetica har små ögon som bara kan skilja mellan mörkt och ljust. De yttre öronen är bara lite större än ögonen.
Denna val når vanligen en absolut kroppslängd (inklusive stjärtfena) av 2,10 till 2,60 meter och en vikt av 80 till 90 kg. Vuxna honor är oftast större än hanarna.

## Utbredning och habitat
Denna val förekommer i floderna Ganges, Brahmaputra och Karnaphuli-Sangu samt i deras bifloder.

## Ekologi
Individerna lever vanligen ensam och ibland syns mindre flockar med 3 till 10 medlemmar. I sällsynta fall bildas en flock av upp till 30 medlemmar. På grund av att synen är rudimentär upptäcks födan främst med hjälp av ekolokalisering samt med känselsinnet. Arten äter bara animalisk föda som fiskar, kräftdjur, bläckfiskar och andra vattenlevande ryggradslösa djur. De växtdelar som hittades i artens magsäck hamnade där troligen av misstag.
Arten simmar vanligen långsam men ibland når den en hastighet av 27 km/h. Den stannar oftast 10 sekunder till en minut och 40 sekunder under vattenytan. Individer i fångenskap gjorde dykningar på upp till 3 minuter. Platanista gangetica kan hoppa så att hela kroppen befinner sig utanför vattnet och den landar i dessa fall på kroppssidan.
Honor kan para sig hela året men de flesta ungar föds i december/januari. Dräktighetens längd varierar mellan 8 och 12 månader (ofta 10). Sedan föds en enda unge som är i början 70 till 90 cm lång. Ungen diar sin mor 2 till 12 månader (ofta 9) och den blir könsmogen efter cirka 10 år. Vissa individer når först efter 20 år sin största storlek (när de lever så länge). Den genomsnittliga livslängden antas vara 18 till 22 år. Den äldsta kända hanen var 28 år gammal.
Bifloder uppsöks vanligen under monsunen.

## Bildgalleri

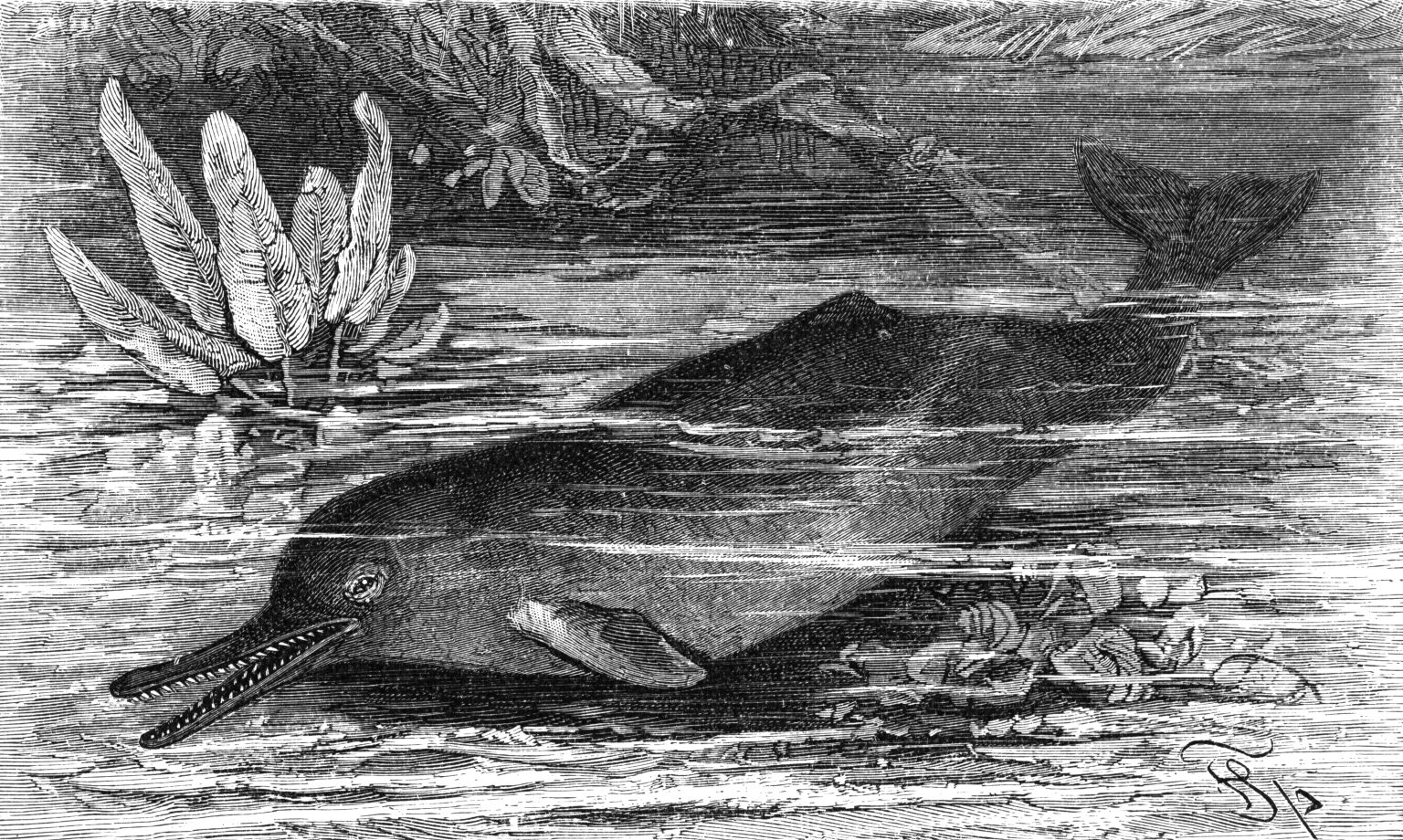
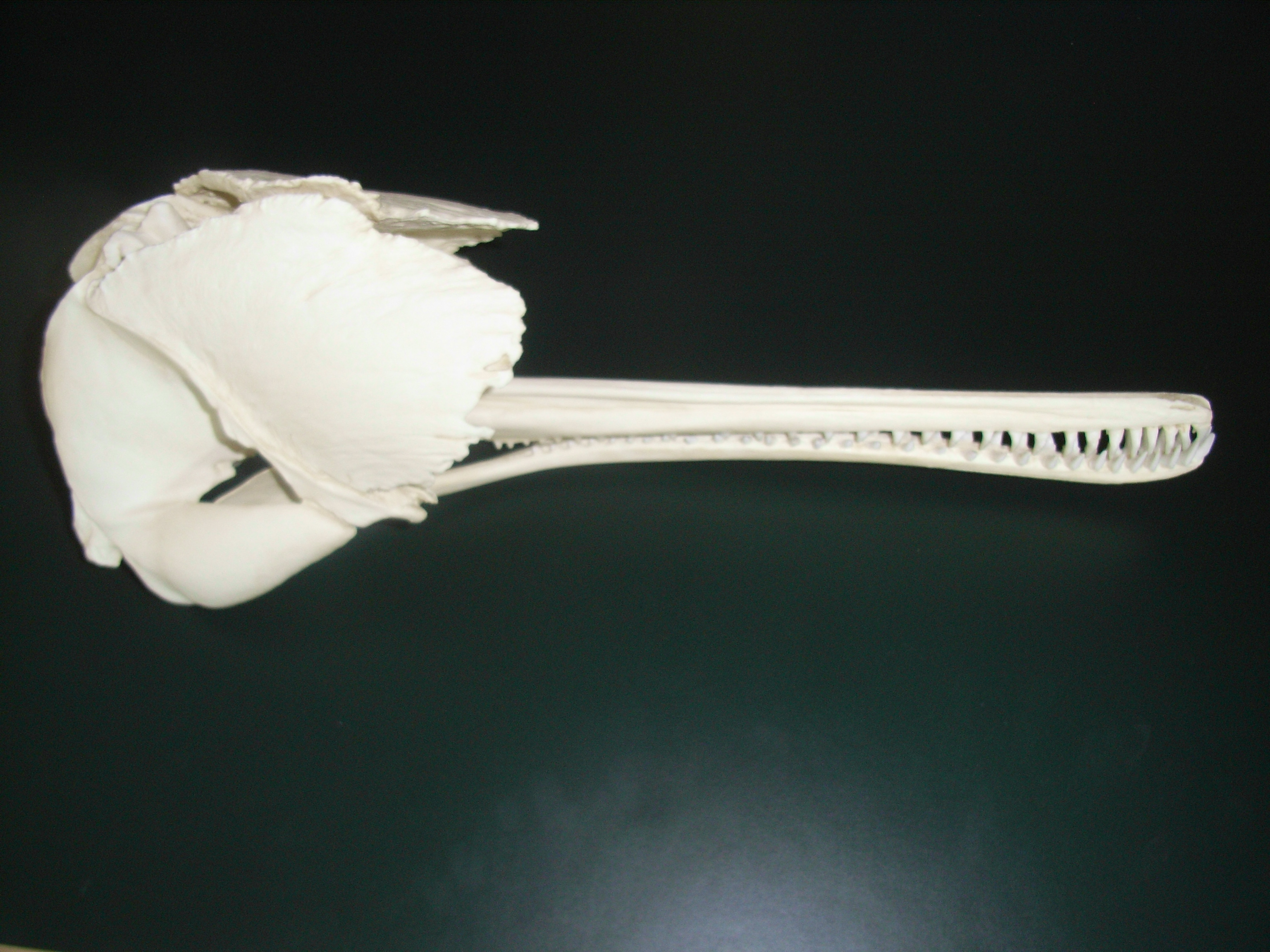
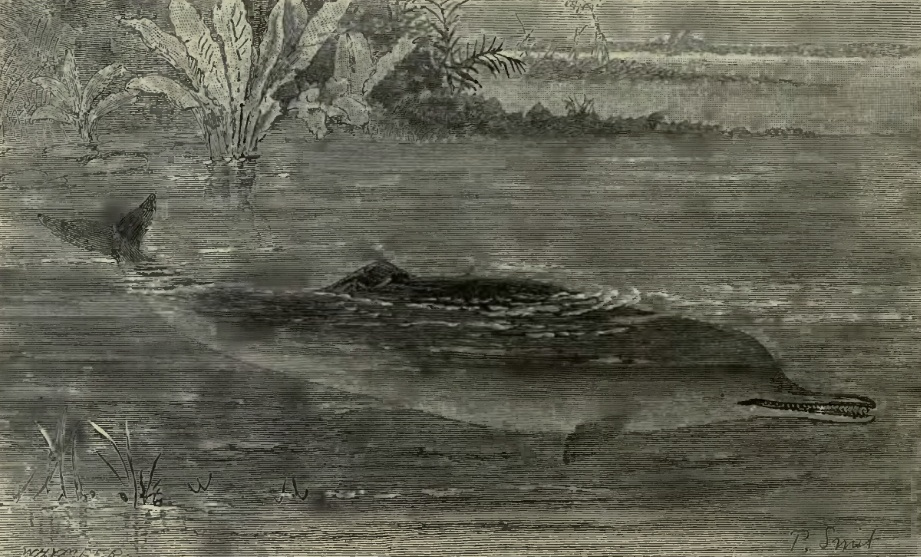